# Richeval
Richeval település Franciaországban, Moselle megyében. Lakosainak száma 115 fő (2022. január 1.). Richeval Frémonville, Gogney, Foulcrey, Hattigny, Ibigny és Saint-Georges községekkel határos.

## Népesség
A település népessége az elmúlt években az alábbi módon változott:
| Lakosok száma | 133  | 105  | 96   | 136  | 137  | 136  | 133  | 136  | 129  | 115  |
|               | 1968 | 1982 | 1990 | 2006 | 2013 | 2015 | 2017 | 2019 | 2020 | 2022 |